# Kilmainham Gaol

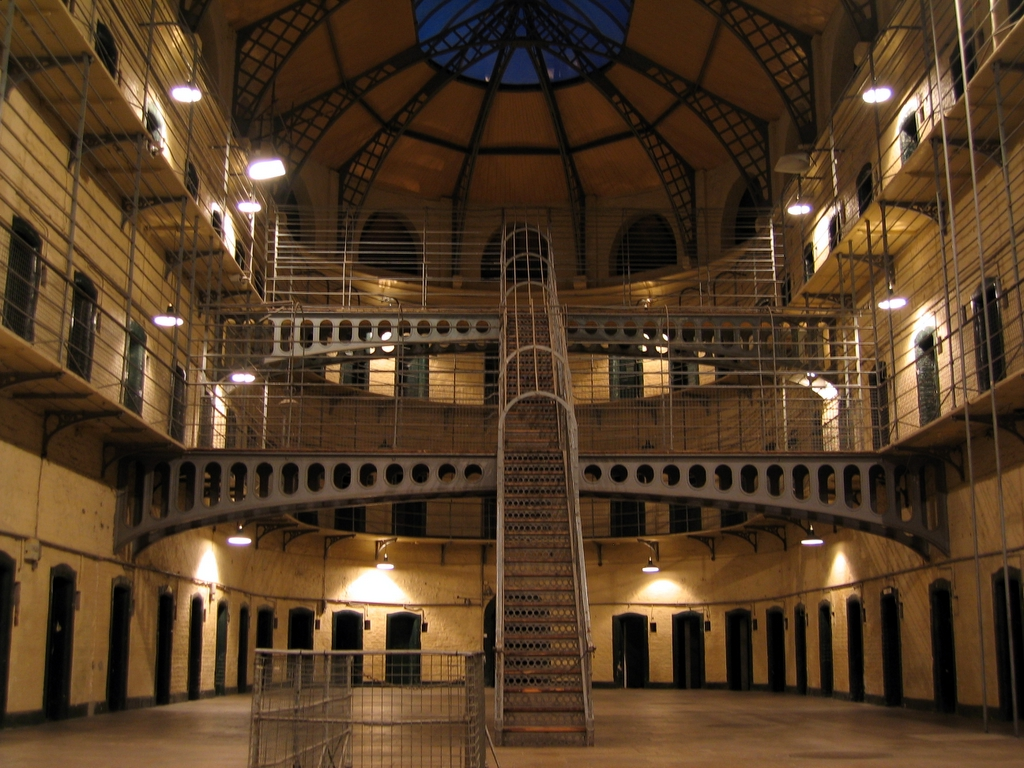
Kilmainham Gaol

A dublini Kilmainham Gaol (Kilmainham-börtön) 1796-ban épült, kiállítását 1966-ban, az 1916-os forradalom ötvenedik évfordulóján Eamon De Valera köztársasági elnök nyitotta meg.

## Ismertetése
Az 1916-os forradalom ötvenedik évfordulóján Eamon De Valera köztársasági elnök nyitotta meg, aki halálos ítéletének végrehajtását várva, maga is fogolyként lakott az épületben. A felkelés vezetőit itt végezték ki. Börtönként 1924-ig használták, akkor az ír Köztársaság vezetői megszüntették az intézményt.